# 別所直哉
別所 直哉（べっしょ なおや、1957年‐）は京都情報大学院大学の教授である。

## 経歴
- 慶應義塾大学法学士[3]
- ヤフー株式会社元法務本部長、元執行役員（政策企画本部長兼最高コンプライアンス責任者、社長室長、広報*法務・政策企画・公共サービス管掌、インテリジェンス管掌）、元シニア・アドバイザー[3]
- ルークコンサルタンツ株式会社代表取締役[4]
- 紀尾井町戦略研究所株式会社理事長[5]
- 法とコンピュータ学会理事[6]
- 一般社団法人遺伝情報取扱協会理事長[7]
- 一般社団法人日本IT団体連盟理事[3]
- 日本サイバー犯罪対策センター理事[3]
- 立教大学大学院21世紀社会デザイン研究科兼任講師[8]

## 著書
- 別所直哉,「ビジネスパーソンのための法律を変える教科書」,ディスカバー・トゥエンティワン,2017年12月 ISBN 4799322028, 978-4799322024
- 別所直哉,「AI・IoT時代の企業法務　第3講コーポレートガバナンスとルールメイキング」（淵邊善彦編）,商事法務,2019年4月 ISBN 9784785727147
- 別所直哉編著,宍戸常寿ほか著,「ICT・AI時代の個人情報保護」,金融財政事情研究会,2020年10月,ISBN 9784322135657

## 論文・記事
- 別所直哉,「法律を変える:ロビイング入門（特集 つながりと知財）--（共創と競争）」,知財管理（日本知的財産協会）,Vol.69 No.4,2019年4月　NAID 40021864544　ISSN 1340-847X
- 別所直哉,「実務から見たAIがもたらす知的財産法へのインパクトと課題（特集 AIがもたらす知的財産法の変容と未来）」,法律時報91（8）,pp9-15,2019年7月　NAID 40021924367 ISSN 0387-3420
- 別所直哉,「プラットフォーム規制とイノベーション（特集 プラットフォーム規制の現在地）」,ジュリスト1545号（有斐閣）,pp39-44,2020年5月　NAID40022216657　ISSN:0448-0719